# Jakob Bundi
Jakob Bundi (* 1565 in Sumvxtg, Kanton Graubünden; † 4. März 1614 in Disentis) war ein Schweizer Abt im Kloster Disentis und Autor.

## Leben und Werk
Bundi studierte Theologie im  Kapuzinerkloster Altdorf in Altdorf. Seine Primiz feierte er am 31. Mai 1584. Im gleichen Jahr trat er die Pfarrei Rueun an, um sie am 20. Dezember 1585 zu verlassen und das grössere Sumvixtg zu übernehmen. 1591 unternahm Bundi eine Reise nach Jerusalem. Als der Abt von Kloster Disentis Nicolaus Tyron am 13. Juni 1593 starb, wurde Bundi am 27. Juni zu seinem Nachfolger gewählt. Am 22. Februar 1594 wurde Bundi vom Churer Bischof Petrus Rascher geweiht. Bundi verfasste eine Disentiser Klosterchronik. 
Sein Nachfolger als LXIII. Abt wurde Sebastian von Castelberg.